# Szlomo Mendelsohn
Szlomo (Szlojme) Mendelsohn (ur. 1896 w Warszawie, zm. 1948 w Nowym Jorku) – żydowski pedagog, teoretyk szkolnictwa, publicysta używający języka jidysz, także działacz polityczny związany z ruchem fołkistowskim, a później z Bundem.

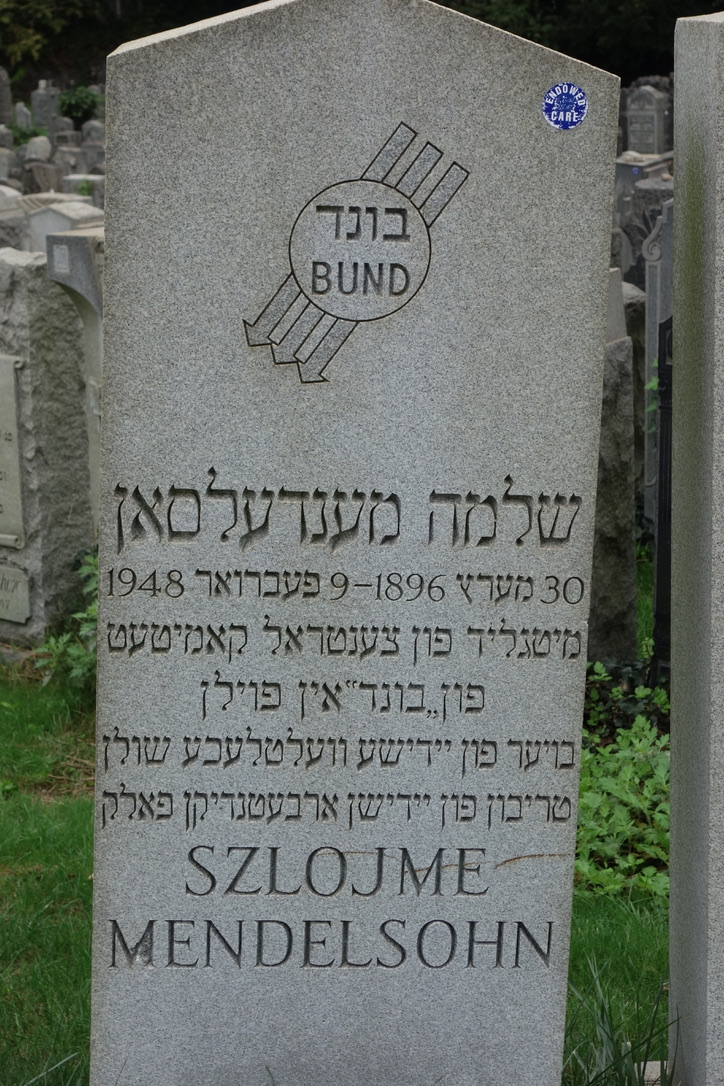
Macewa nagrobna Szloma Mendelsohna

## Życiorys
Wychowywany był w duchu religijnym. Studiował na Uniwersytecie Warszawskim najpierw medycynę, a później prawo. Nie ukończył jednak studiów. W 1915 roku rozpoczął działalność pedagogiczną. Rok później został nauczycielem historii Żydów i literatury w szkołach średnich. W 1917 roku związał się z fołkistami. W krótkim czasie stał się jednym z liderów ruchu, wydawał także czasopismo ruchu, „Dos Fołk”. W 1928 roku wstąpił jednak do Bundu. Znalazł się także w Komitecie Centralnym tego ugrupowania. W 1936 roku został wybrany do składu Rady Żydowskiej Gminy Wyznaniowej w Warszawie.
Był znany ze swojej działalności na rzecz rozwoju szkolnictwa jidysz. Mendelsohn był jednym z głównych współzałożycieli CISZO. Przez 10 lat był sekretarzem generalnym tej organizacji. Był autorem dokumentów programowych CISZO. Pisał prace pedagogiczne dla pism „Di Naje Szuł” (jid. Nowa Szkoła), „Szuł und Łebn” (Szkoła i Życie), „Szuł Wegn” (Tory Szkolne) i „Eltern Tribune” (Trybuna Rodziców). Był także wydawcą magazynu literackiego „Farojs” (Naprzód).
Po wybuchu II wojny światowej wyjechał najpierw do Wilna, a później do Sztokholmu. Ostatecznie znalazł się w USA. Tam pracował w redakcji pisma „Unzer Cajt” (Nasz Czas). Utrzymywał w tym czasie kontakty z PPS – był jednym z sygnatariuszy dokumentu pt. Wolna Polska, Wspólna Deklaracja Przedstawicieli Zagranicznych Polskiej Partii Socjalistycznej i Ogólnego Związku Robotniczego „Bund” w Polsce z 15 grudnia 1941 roku. W trakcie wojny napisał dwie prace poświęcone sytuacji Żydów pod okupacją niemiecką.
Po zakończeniu wojny, w 1947 roku został wysłannikiem Bundu do Europy. Miał tam pomagać w odbudowie życia żydowskiego, jednak rok później zmarł.